# انتخابات ریاست‌جمهوری جمهوری قره‌باغ (۲۰۰۲)
انتخابات ریاست‌جمهوری در ۱۱ اوت ۲۰۰۲ در جمهوری قره‌باغ برگزار شد. نتیجه آن پیروزی آرکادی قوکاسیان رئیس‌جمهور حاکم بود که ۸۹ درصد آرا را کسب نمود.

## نتایج
| کاندیدا                | کاندیدا                | حزب                    | آراء | ٪      |
| ---------------------- | ---------------------- | ---------------------- | ---- | ------ |
|                        | آرکادی قوکاسیان        | مستقل                  | ۰    | –      |
|                        | آرتور توماسیان         | مستقل                  | ۰    | –      |
|                        | آلبرت قازاریان         | حزب دموکرات مسیحی      | ۰    | –      |
|                        | Grigory Afanasyan      | Unity                  | ۰    | –      |
| کل                     |                        |                        |      |        |
|                        |                        |                        |      |        |
| آراء معتبر             | آراء معتبر             | آراء معتبر             | ۰    | –      |
| آراء نامعتبر/سفید      | آراء نامعتبر/سفید      | آراء نامعتبر/سفید      | ۰    | –      |
| کل آراء                | کل آراء                | کل آراء                | ۰    | ۱۰۰٫۰۰ |
| رأی‌دهندگان ثبت‌نام کرده | رأی‌دهندگان ثبت‌نام کرده | رأی‌دهندگان ثبت‌نام کرده |      | –      |
| منبع: CEC              |                        |                        |      |        |